# Ушаков Андрій Петрович
Андрі́й Петро́вич Ушако́в (1920, тепер Богородицький район Тульської області, Російська Федерація — ?, Російська Федерація) — радянський профспілковий діяч, секретар ВЦРПС, голова виконавчого комітету Київської районної ради депутатів трудящих міста Москви.

## Життєпис
Закінчив Московський інститут інженерів залізничного транспорту. Член ВКП(б).
У 1943—1959 роках — начальник зміни Метробуду; заступник комсорга (комсомольського організатора), комсорг Метробуду; заступник парторга (партійного організатора) Метробуду; заступник начальника, заступник головного інженера будівництва Метробуду; начальник БМУ (будівельно-монтажного управління) № 5 Метробуду.
9 березня 1959 — 4 червня 1963 року — голова виконавчого комітету Київської районної ради депутатів трудящих міста Москви.
У 1963 — 16 січня 1975 року — голова ЦК профспілки робітників будівництва і промисловості будівельних матеріалів.
16 січня 1975 — 19 січня 1983 року — секретар Всесоюзної центральної ради професійних спілок (ВЦРПС).
Подальша доля невідома.
Помер після 1993 року.

## Нагороди
- два ордени Трудового Червоного Прапора (1963, 25.08.1971)
- орден Дружби народів (1981)
- медалі